# Kibengu
Kibengu ist ein Verwaltungsbezirk (englisch Ward) des Distrikts Mufindi in der tansanischen Region Iringa.

## Geografie
Kibengu liegt im südlichen Hochland von Tansania etwa 50 Kilometer Luftlinie östlich der Distrikthauptstadt Mafinga. Der Bezirk grenzt im Norden an Ukumbi, im Nordosten an Ng'uruhe, im Osten an Boma la Ng'ombe und Masisiwe, im Südosten an die Region Morogoro, im Süden an Mapanda, im Westen an Ihalimba und im Nordwesten an Ifunda und Mgama. Bei der Volkszählung 2022 lebten 18.542 Menschen in 4587 Haushalten auf einer Fläche von 578 Quadratkilometern.

## Gliederung
Der Bezirk besteht aus sechs Gemeinden (swahili Mtaa) mit 31 Orten (Kitongoji):
| Igomtwa - Itofi - Ng'uruhe - Mkanzaule - Miyomboni - Kihesa - Igomtwa - Igegele | Usokami - Kidete - Msega - Mgwao - Ilamba - Nyamifwa - Uhwana | Kibengu - Kibengu A - Kibengu B - Kibengu C - Mgwao - Msitu wa Duma - Mitanzi | Igeleke - Kihesa - Mdodi - Iwombogole - Igangilonga | Ilongombe - Makatani - Mwangata - Mwembetogwa | Kipanga - Ngangaga - Iyungi - Mjimwema - Ilala - Kihesa |

## Wirtschaft und Infrastruktur
- Landwirtschaft: Im Bezirk werden rund 8500 Hühner, 2000 Rinder, 1000 Ziegen und 400 Schafe gehalten.[8]
- Bildung: In Kibengu liegen drei weiterführende Schulen.[9] Die Kibengu Secondary School ist eine staatliche Tagesschule,[10] die Ilogombe Secondary School eine staatliche Schule für Internats- und Tagesschüler.[11] Die St. Anselm Secondary School ist eine von der römisch-katholischen Kirche geführte Internatsschule.[12] Alle drei bieten eine Ausbildung bis zur 4. Stufe an.